# يوهانس خيسترز
يوهانس خيسترز (بالهولندية: Johannes Heesters) ‏ (5 ديسمبر 1903 - 24 ديسمبر 2011) ممثل ومغني أوبريت هولندي، بدأ حياته الفنية منذ العام 1921 والتي قضى معظمها في ألمانيا حيث شارك في العديد من الأفلام. وقد اشتهر يوهانس خيسترز بفضل النازيين حيث كان من الفنانين المفضلين لدى أدولف هتلر. وكانت محاولته السابقة للغناء امام مواطنيه عام 1963 آلت إلى فشل كبير إذ طرده جمهور أحد مسارح أمستردام بعدما استقبله بتحية هتلرية.
توفي يوهانس خيسترز في 24 ديسمبر 2011 بسبب سكتة دماغية في مدينة ستارنبرغ في بافاريا بجنوب ألمانيا وقد صنف من قبل موسوعة غينيس للأرقام القياسية بالمغني والممثل الأكبر سنا الذي لا يزال يعتلي خشبة المسرح.

## مصدر
1. ↑  MusicBrainz (بالإنجليزية), MetaBrainz Foundation, QID:Q14005
2. ↑  صحيفة الشروق نسخة محفوظة 26 ديسمبر 2011 على موقع واي باك مشين.

## مواقع إلكترونية
- Johannes Heesters (Deutsche Biographie) (بالألمانية)

## وصلات خارجية
- يوهانس خيسترز على موقع IMDb (الإنجليزية)
- يوهانس خيسترز على موقع مونزينجر (الألمانية)
- يوهانس خيسترز على موقع ألو سيني (الفرنسية)
- يوهانس خيسترز على موقع ميوزك برينز (الإنجليزية)
- يوهانس خيسترز على موقع تيرنر كلاسيك موفيز (الإنجليزية)
- يوهانس خيسترز على موقع أول موفي (الإنجليزية)
- يوهانس خيسترز على موقع قاعدة بيانات الأفلام السويدية (السويدية)
- يوهانس خيسترز على موقع إن إن دي بي (الإنجليزية)
- يوهانس خيسترز على موقع ديسكوغز (الإنجليزية)
- يوهانس خيسترز على موقع قاعدة بيانات الفيلم (الإنجليزية)